# Mario David (acteur)
Mario David (Charleville (Ardennes), 9 augustus 1927 - Parijs, 29 april 1996) was een Franse acteur.
Hij werd een populaire filmfiguur dankzij zijn talrijke bijrollen, met name naast Louis de Funès. Bekende rollen van hem zijn onder andere in Oscar van Édouard Molinaro en in een Le Gendarme-film van Jean Girault. 
Mario David overleed aan een longembolie in het Pitié-Salpêtrière-ziekenhuis in Parijs. Hij werd begraven op de grote begraafplaats van Louyat (sector 6) in Limoges.